# Always Tell Your Wife
Always Tell Your Wife is een Britse korte stomme film uit 1923, geregisseerd door Hugh Croise en Alfred Hitchcock. De hoofdrollen worden vertolkt door Seymour Hicks (wiens bedrijf de film ook distribueerde) en Gertrude McCoy. De film is een remake van een eerdere film uit 1914.

## Rolverdeling
| Acteur           | Personage     |
| ---------------- | ------------- |
| Seymour Hicks    | James Chesson |
| Stanley Logan    | Jerry Hawkes  |
| Gertrude McCoy   | Mrs. Hawkes   |
| Ellaline Terriss | Mrs. Chesson  |
| Ian Wilson       | Office boy    |

## Achtergrond
Hitchcock staat niet vermeld in de openingstitels als regisseur. De film geldt tegenwoordig als een verloren film; slechts een van de twee filmrollen is bewaard gebleven. De film is opgenomen in de Islington Studios in Londen.